# Corpus Mysticum
Corpus Mysticum, Corpo Místico de Cristo ou mais genericamente Corpo de Cristo é a igreja fundada por Jesus Cristo. Este nome apareceu na Bíblia, sendo utilizado por São Paulo em I Coríntios 12:12-14, em que Paulo descreve a Igreja como o corpo de Jesus Cristo, sendo o próprio Cristo a Cabeça. Outras referências são encontradas em Romanos 12:5, Efésios 3:6 e 5:23, Colossenses 1:18 e 1:24.
A Eucaristia é denominado semelhantemente como o corpus verum ou corpus christi, ou ainda corpus naturale, conforme é descrito pelo próprio Cristo na Bíblia em Lucas 22,19-20.

## Catolicismo
A Igreja Católica afirma ser única e verdadeira Igreja de Cristo, "como sociedade constituída e organizada no mundo, subsiste (subsistit in)" nela. Assim sendo, os fiéis através da fé em Cristo e do sacramento do Baptismo são partes da Igreja e membros deste Corpo único, místico, inquebrável e divino, cuja cabeça invisível e divina é o próprio Cristo e a cabeça visível ou terrena é o Papa. Este nome é assente também na crença de que os fiéis são unidos intimamente a Cristo, por meio do Espírito Santo, sobretudo na Eucaristia.
Esta crença é uma das principais razões da resistência católica, quase sempre por parte dos católicos tradicionalistas, em aceitar outras Igrejas cristãs, pois argumentam que sendo a Igreja Católica o Corpo Místico de Cristo, reparti-lá, criando outra Igreja seria um acto tão abominável e herético quanto o de "amputar e desmembrar o Corpo de Cristo". O Reverendo norte-americano Paul Billheimer fala sobre esta questão:
“A desunião do Corpo de Cristo é o escândalo dos séculos. Creio que se trata do mais hediondo e destrutivo dos pecados das Igrejas [Protestantes]. A falha em reconhecermos (...) e preservarmos a unidade do Corpo de Cristo na Terra é equivalente a reabrimos as suas chagas na cruz. O pecado da desunião é um pecado contra o corpo e o sangue de Jesus fez em João 17. É também o maior obstáculo à salvação do mundo”.
Mas, o Magistério da Igreja Católica ensina actualmente que os cristãos não católicos também são, apesar de um modo imperfeito, membros inseparáveis do Corpo de Cristo, por meio do Baptismo. Ou seja, eles são considerados como elementos da única Igreja de Cristo, que "subsiste (subsistit in) na Igreja Católica". Por isso, estas comunidades cristãs dispõem de muitos, mas não da totalidade, dos elementos de santificação e de verdade necessárias à salvação, sendo esta posição católica uma das bases do ecumenismo actual. Mas, "a fonte de todos esses elementos de santificação é, sempre, a Igreja Católica".

### Pio XII
O Papa Pio XII, na sua encíclica Mystici Corporis Christi (1943), reafirmou que a Igreja de Cristo, que é (ou está ou subsiste) na Igreja Católica, é um Corpo místico encabeçado por Cristo. O Papa explicita que a Igreja é chamada de Corpo, porque é uma entidade viva, formada por fiéis vivos, que são os seus membros; a Igreja é chamada de Corpo de Cristo, porque Cristo é a sua Cabeça e o seu Fundador; a Igreja é ainda chamada de Corpo místico, porque ela não é uma instituição puramente humana, material e terrena, mas também não é uma entidade puramente espiritual e divina. A Igreja é, pois, uma comunhão supra-nacional e unificadora de todo o género humano com Deus e em Deus.
Esta encíclica de Pio XII, pelo seu tema tratado, teve grandes repercussões no seio da Igreja Católica, suscitando mesmo actualmente vários debates e discussões sobre o seu conteúdo. Como por exemplo, devido aos seus ensinamentos teológicos, os fiéis católicos, sejam eles clérigos, leigos ou consagrados, passaram pouco a pouco a gozar de uma igual dignidade entre si, apenas diferenciando-se nas suas funções. Esta encíclica, que se baseava na teologia de São Paulo, influenciou também fortemente o próprio Concílio Vaticano II (1962-1965), que usou e defendeu o seu conceito de Igreja (a Igreja como Corpo místico de Cristo) na sua constituição dogmática Lumen Gentium, que trata da natureza e da constituição da Igreja.